# Mulassa de Badalona
La Mulassa de Badalona és un element d'imatgeria popular zoomòrfica que forma part del seguici popular de Badalona. Aquesta bèstia popular neix amb la intenció de ser juganera, representa una mula i està preparada per poder carregar gent a la seva part superior. Vesteix a l'antiga, segons les descripcions de les mulasses del segles XVII i XVIII, tota tapada, amb una gualdrapa de color granat i un camí verd, amb la versió normativa de l'escut de Badalona, brodat.
Les seves padrines són les Mulasses de Vilanova i la Geltrú i la Mulassa de Tarragona.

## Història
Badalona no compta amb referències històriques de tenir una mulassa, tot i això, si que hi ha alguns esments a alguna mulassa que podria haver estat llogada. Aquesta documentació, més la iniciativa d'alguns joves i la detecció de la falta d'un element del bestiari sense foc, juganer i amable, a l'hora que imprevisible i punyent va ser el que va fer que el 2019 es comences a plantejar la construcció de la bèstia. Aquesta va ser presentada el 13 d'agost de 2020, en una Festa Major plena pandèmia COVID-19 i la seva estrena fou per la recuperada festivitat de Sant Roc d'aquell mateix any.
L'any següent ja participa amb normalitat de les Festes de Maig, on participa dels actes protocol·laris, com la Nit de Sant Anastasi, la tornada d'Ofici o la Passada del Sant, a l'hora que ens mostra la seva vessant més esbojarrada sortint a la Nit del Mono, una cercavila noctura de la que, el 2023, se la va fer semiprotagonista. Habitualment s'acompanya d'una cobla del tres quartans, formació musical típica i tradicional de la festa badalonina i té com a música del ball una composició d'Àngel Vallverdú Rom.
La Mulassa de Badalona va nàixer amb un esperit romàntic i polèmic, ja que el seu primer any de vida va realitzar la Rifa del Porc al voltant de la festivitat de Sant Antoni Abat. En aquesta rifa, popular a molts indrets de Catalunya, la mulassa passeja pel centre comercial de la ciutat, fent cercavila, recollint productes derivats del porc per rifar-los al final de la cercavila, a la cruïlla del carrer de Mar i la Rambla, popularment coneguda com El Pou del Greix.

## Dades tècniques[calcitació]
- Any de construcció: 2019
- Constructor: Jordi Grau Martí (Taller El Drac Petit)
- Material de construcció: cartró pedra
- Pes: 45/50 kg
- Mesures:
  - Llargada: 280 cm
  - Alçada: 210 cm
  - Amplada: 70 cm
- Portadors: 2/3
- Components de la colla: 35
- Formació musical: cobla del tres quartans